# Editaton

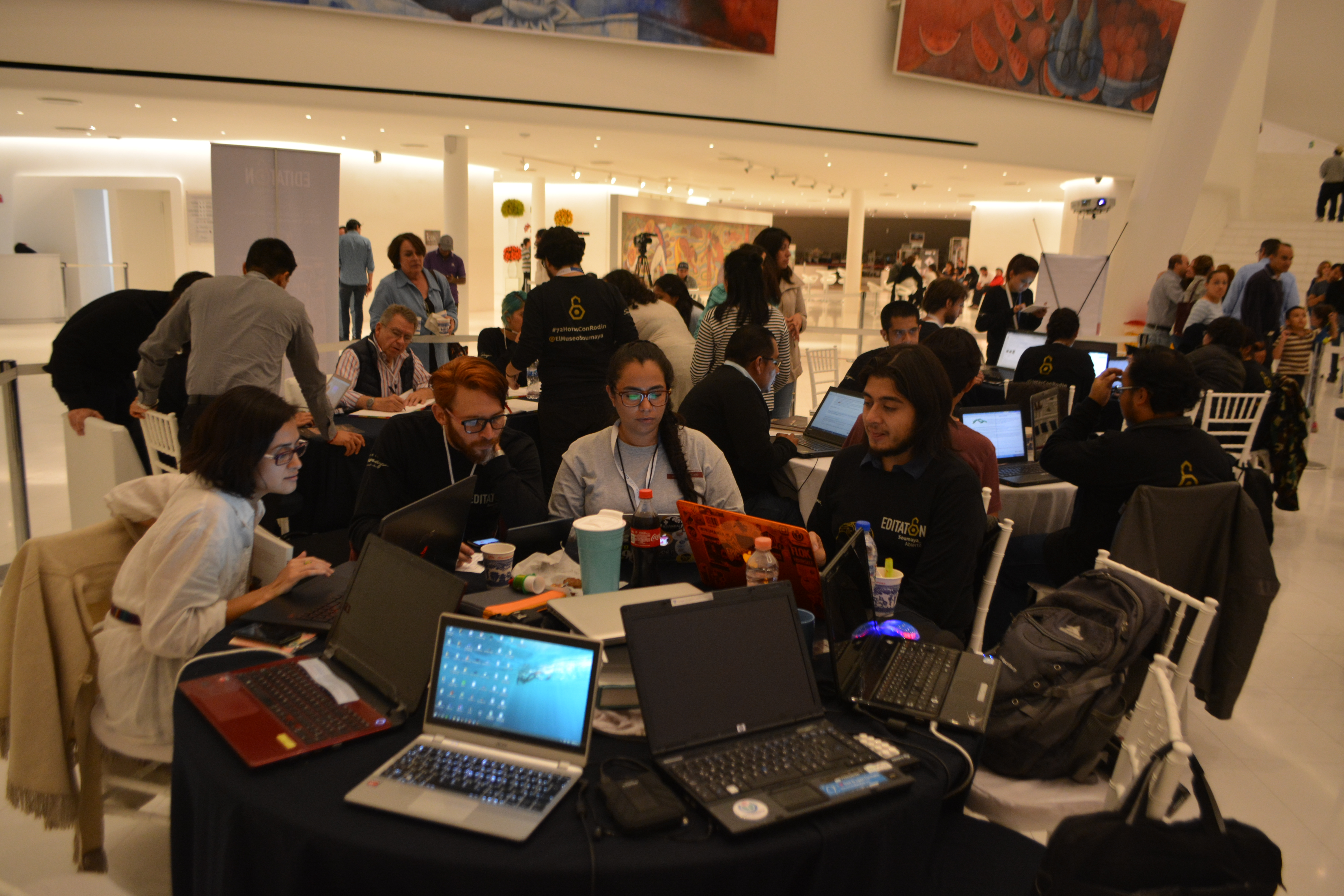
72 horas con Rodin editathon v Mexico City je nejdelším edit-a-thonem, který se kdy odehrál. Je zapsán v Guinnessově knize rekordů.

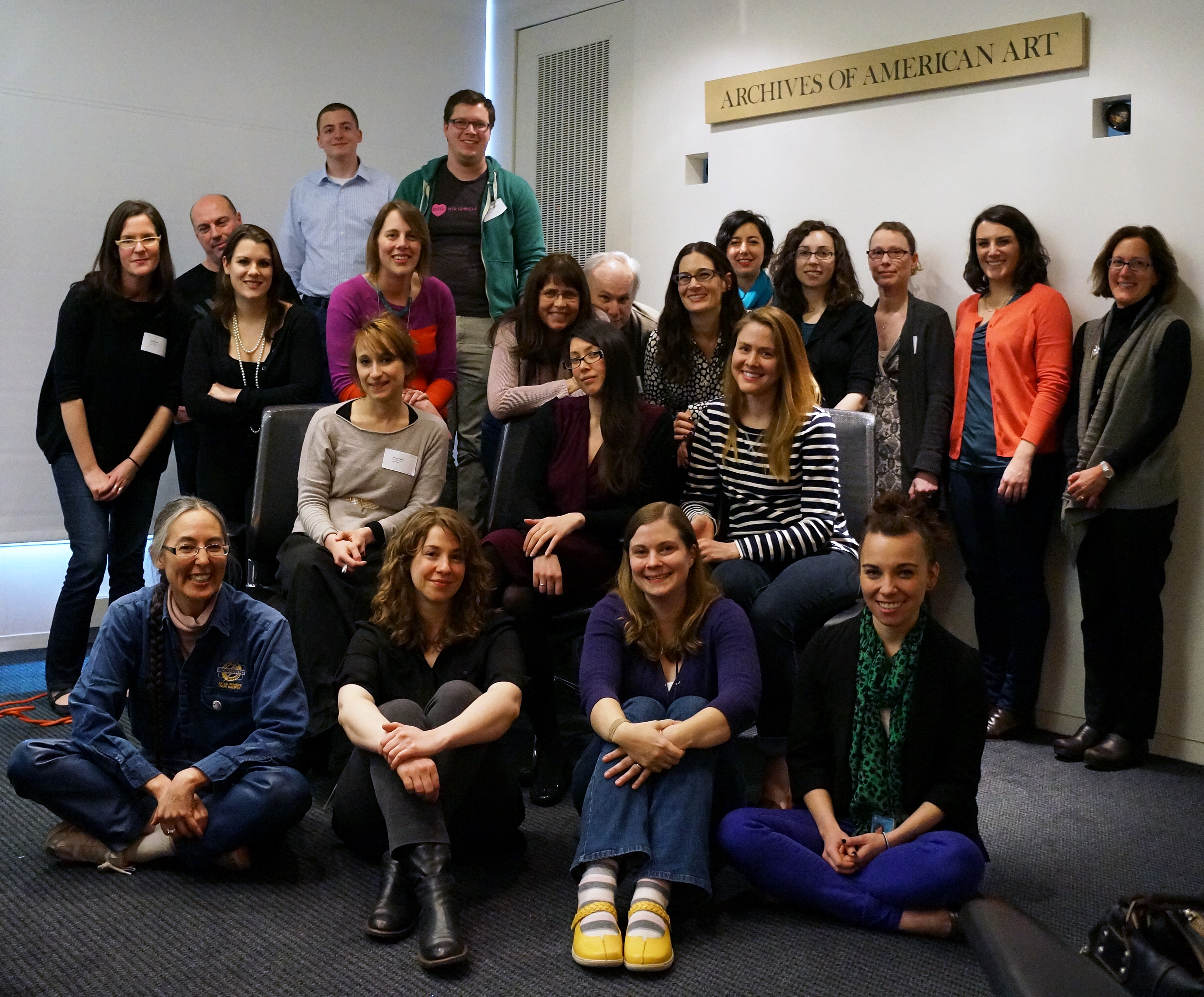
Účastníci edit-a-thonu 2013 Women in the Arts Edit-a-thon ve Washingtonu.

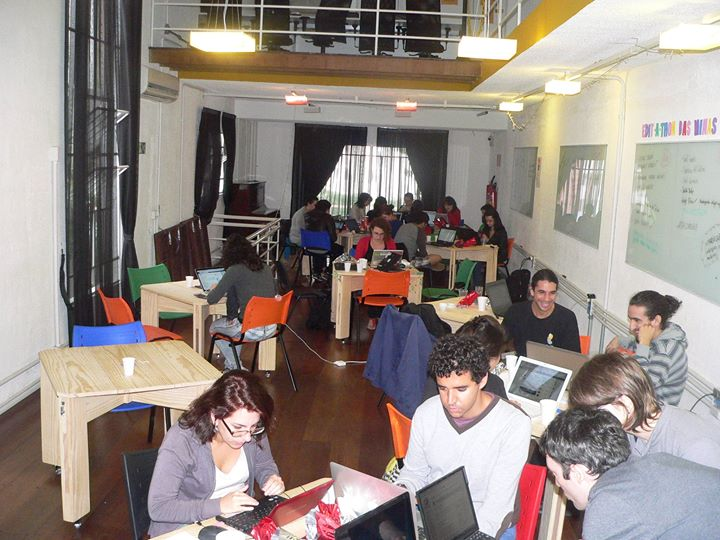
Edit-a-thon v São Paulo, Brazílie, zaměřený na vytváření a vylepšování článků Wikipedie týkajících se feminismu, ženských práv a významných žen

Editaton (z anglického edit-a-thon, někdy psáno editathon, případně edit-a-ton) je událost, na které se sejdou příslušníci vybrané internetové tvůrčí komunity, např. Wikipedie, OpenStreetMap nebo LocalWiki, a editují a vylepšují předem určený typ obsahu nebo předem vybranou tematickou oblast článků. Takovéto události často zahrnují též výuku základů editace pro nové editory. Slovo edit-a-thon vzniklo křížením anglických slov edit („upravovat“) a marathon („maraton“), proto se někdy překládá i jako „editační maraton“.
Edit-a-thony Wikipedie se typicky odehrávají v kancelářích místních poboček hnutí Wikimedia, v knihovnách, v kulturních institucích jako jsou muzea či archivy nebo v akreditovaných vzdělávacích institucích jako např. na univerzitách. Na proběhlých edit-a-thonech Wikipedie se wikipedisté věnovali např. kulturním památkám či umění, ale proběhly i edit-a-thony určené pro ženy a zaměřené na tvorbu nových encyklopedických článků o významných ženách.